# Theodolinde
Theodolinde ist ein weiblicher Vorname.

## Herkunft und Bedeutung
Der Name Theodolinde ist germanischer Herkunft und aus den Elementen thiod „Volk“ und lint „Schild“ zusammengesetzt.

## Varianten
- Theudelinde, Theodelinde, Theodolinde, Theodelind, Theidlindis, Theodelinda, Theolinde (langobardisch)
- Théodolinde, Théodelinde (französisch)
- Theodolinda

## Namensträgerinnen
- Theudelinde (* um 570; † 627; auch: Theodelinde, Theodolinde, Theodelind, Theidlindis, Theodelinda, Theolinde), langobardische Königin, die als Selige verehrt wird
- Théodelinde de Beauharnais (1814–1857), durch Heirat Herzogin von Urach und Gräfin von Württemberg
- Theodolinda Hahnsson (1838–1919), finnische Schriftstellerin und Übersetzerin
- Theodolinde Mehltretter (Schwester Maria Theodolinde Mehltretter; * 1946), von 2004 bis 2016 Generaloberin der Barmherzigen Schwestern vom hl. Vinzenz von Paul in München